# Acidobacteriota
Acidobacteriota es un filo de bacterias gramnegativas. Anteriormente se conocían simplemente por acidobacterias. Fue descrito como tal en el año 2021. Generalmente contiene bacterias aerobias y mesófilas, aunque hay representantes anaerobias y ligeramente termófilas. La gran mayoría se encuentran en suelos, aunque también hay aislamientos en aguas, en plantas y animales. Muchas son ligeramente acidófilas, encontrándose en ambientes ácidos. Fueron reconocidos por primera vez como un grupo distinto en el año 1997.
Acidobacterium capsulatum fue el primer miembro de este filo descubierto en el año 1991. A pesar de que han sido muy poco estudiadas  se sabe que contribuyen de manera muy importante a los ecosistemas, particularmente a aquellos en donde la tierra está involucrada.
Se descubrieron hace poco tiempo y muchas de ellas han sido recientemente cultivadas, permitiendo una mejor clasificación de este filo.

## Taxonomía
Actualmente contiene 5 clases descritas:

### 1. Clase Blastocatellia

#### 1.1. Orden Blastocatellales

##### 1.1.1. Familia Arenimicrobiaceae
- Arenimicrobium
- Brevitalea

##### 1.1.2. Familia Blastocatellaceae
- Aridibacter
- Blastocatella
- Stenotrophobacter
- Tellurimicrobium

##### 1.1.3. Familia Pyrinomonadaceae
- Pyrinomonas

### 2. Clase Holophagae

#### 2.1. Orden Acanthopleuribacterales

##### 2.1.1. Familia Acanthopleuribacteraceae
- Acanthopleuribacter
- Sulfidibacter

#### 2.2. Orden Holophagales

##### 2.2.1. Familia Holophagaceae
- Geothrix
- Holophaga
- Mesoterricola

#### 2.3. Orden Thermotomaculales

##### 2.3.1. Familia Thermotomaculaceae
- Thermotomaculum

### 3. Clase Terriglobia

#### 3.1. Orden Bryobacterales

##### 3.1.1. Familia Bryobacteraceae
- Bryobacter
- Paludibaculum

#### 3.2. Orden Terriglobales

##### 3.2.1. Familia Acidobacteriaceae
- Acidicapsa
- Acidipila
- Acidisarcina
- Acidobacterium
- Alloacidobacterium
- Bryocella
- Edaphobacter
- Granulicella
- Occallatibacter
- Paracidobacterium
- Silvibacterium
- Telmatobacter
- Terracidiphilus
- Terriglobus

### 4. Clase Thermoanaerobaculia

#### 4.1. Orden Thermoanaerobaculales

##### 4.1.1. Familia Thermoanaerobaculaceae
- Thermoanaerobaculum

### 5. Clase Vicinamibacteria

#### 5.1. Orden Vicinamibacterales

##### 5.1.1. Familia Vicinamibacteraceae
- Luteitalea
- Vicinamibacter